# Parafia ewangelicko-luterańska w Grodnie
Parafia ewangelicko-luterańska w Grodnie – parafia luterańska w Grodnie, na Białorusi. Stanowi samodzielną jednostkę kościelną w strukturach Unii Kościołów Ewangelicko-Luterańskich w Rosji i Innych Państwach, nie jest częścią żadnego z jej kościołów regionalnych.

## Historia
Parafia ewangelicka w Grodnie została założona w 1779 przez luteran pochodzenia niemieckiego, którzy zostali sprowadzeni do miasta przez starostę Antoniego Tyzenhauza w celu założenia manufaktur i pracy w nich.
20 listopada 1793 król Stanisław August Poniatowski podarował na potrzeby zboru trzypiętrowy budynek tawerny, w którym urządzono miejsce modlitwy. Tawerna została później przebudowana na kościół św. Jana. Naprzeciwko świątyni powstał pierwszy cmentarz ewangelicki, czynny do 1878, chociaż pojedyncze pochówki odbywały się na nim do czasu I wojny światowej.
W 1814 proboszcz grodzieński obsługiwał również zbory filialne w Michałowie, Izabelinie, Czole, Wołkowysku i Druskienikach. W Czole zamieszkiwało około 500 ewangelików, którzy posiadali własny kościół na 150 miejsc oraz szkołę. W Wołkowysku i Druskienikach nabożeństwa odbywały się w domach prywatnych.
W czasie kolejnej przebudowy kościoła w 1843 od strony ołtarza został do niego dobudowany dom pastora, który mieścił również sale lekcyjne szkoły ewangelickiej. W tym czasie parafia liczyła około 200 rodzin. W celu pozyskania środków dla dalszego rozwoju zboru, w 1882 w Grodnie i Druskienikach otwarto apteki.
Od 1905 funkcję proboszcza zaczął pełnić ks. Adolf Oswald Plamsch. Po 1915 w związku z działaniami wojennymi, liczba luteran zmniejszyła się. Miało to też związek z deportacjami ludności pochodzenia niemieckiego w głąb Rosji. Od września 1919 parafia w Grodnie stała się częścią Kościoła Ewangelicko-Augsburskiego w RP.
Liczba członków zboru w 1923 wynosiła około 1700. Miało wtedy miejsce 30 chrztów, 20 osób konfirmowano, odbyło się 16 ślubów i 14 pogrzebów. Do Sakramentu Ołtarza przystąpiło 535 wiernych.
W 1938 parafia liczyła 1500 osób. Nabożeństwa odbywały się w języku niemieckim. Funkcjonowały również filiały w Izabelinie z 500 wiernymi oraz w Michałowie z 1000 członków i kościołem oraz cmentarzem. Majątek parafii w 1939 stanowił kościół, stary dom pastora, nowy dom pastora ze szkołą, dom dla nauczycieli, budynki gospodarcze oraz sześć cmentarzy. Działała stacja diakonijna oraz Koło Pań. Ksiądz proboszcz Adolf Oswald Plamsch sprawował stanowisko do 1939, zastąpiony w tym samym roku przez ks. Karola Messerschmidta.

## Współczesność
Grodzieńska parafia ewangelicka w niepodległej Białorusi została zarejestrowana 28 czerwca 1993. Od marca 2009 funkcję pastora zboru sprawuje Władimir Tatarnikow.
Nabożeństwa odbywają się w każdą niedzielę w kościele św. Jana. W soboty w świątyni mają miejsce również koncerty muzyki organowej. Prowadzone są szkółki niedzielne oraz praca socjalna.